# Legehus
Legehus er et hus specielt lavet til børn, der kan både følge møbler med som børn kan lege med inde i huset.
Et legehus kan være i alle farver: rød, blå, grøn osv.
Et legehus kan laves af træ, eller af simpelt plastik.
Legehuse placeres ude i haven evt. For(Bag) haven.